# Didactica magna

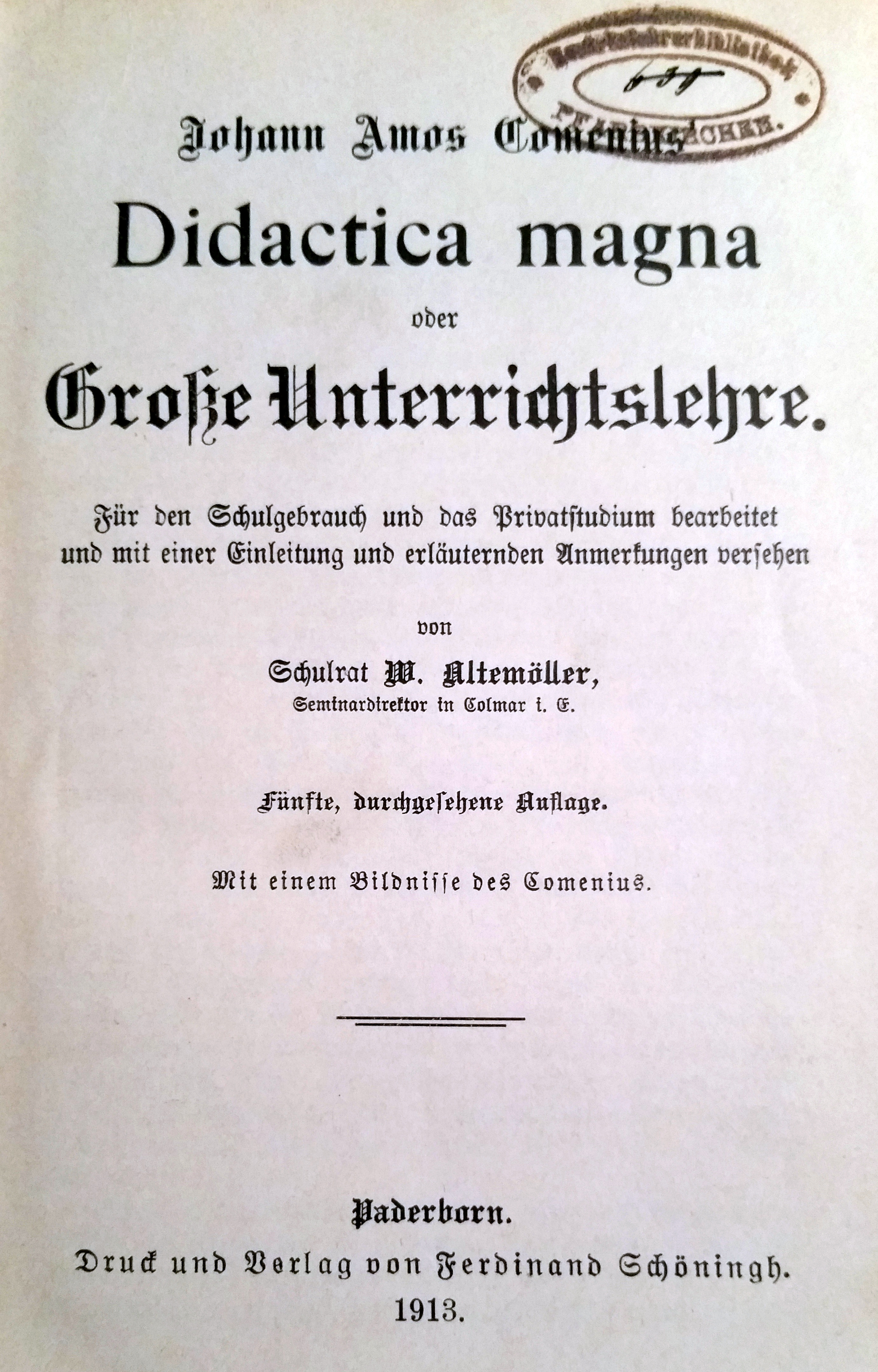
Didactica Magna 1913

Die Didactica Magna oder Große Didaktik wurde von Johann Amos Comenius zwischen 1627 und 1638 in lateinischer Sprache verfasst und im Jahr 1657 erstmals veröffentlicht.

## Kurzbeschreibung
Die Didactica Magna wird gemeinhin als erstes großes Werk der Pädagogik und als die Literatur bezeichnet, welche die Disziplin begründete. Comenius beschrieb sein Werk als „Didaktik des Lebens“, deren Ziel es sei „alle alles ganz zu lehren“ oder „alle alles in Rücksicht auf das Ganze zu lehren“ (lateinisch omnes omnia omnino excoli). Der Hintergrund dieses hohen Anspruches ist die zeitgenössische Sichtweise, dass nur ein gebildeter Mensch überhaupt Mensch sei. Comenius vertrat damit einen Ansatz der optimistischen Anthropologie, die in jedem Menschen etwas Gutes sieht. Dieses Gute ist dabei generell ausbau- und der Mensch damit bildungsfähig. Parallel dazu sollte die Didactica Magna als Leitfaden dienen, um in angenehmer Lernatmosphäre einen hohen Lernertrag bei den Schülern zu erzielen.

## Anforderungen an Lehrer und Schüler
Comenius setzte sich in der Didactica Magna ausdrücklich dafür ein, Kinder beider Geschlechter und aller Stände zu unterrichten, und zwar kurz, angenehm und gründlich. Dabei sollten die Lehrer nach Möglichkeit weniger lehren, die Schüler aber gleichzeitig mehr lernen.  
In der Didactica Magna formuliert Comenius recht präzise, in welchen Bereichen Kinder Unterweisung nötig haben. Diese sind:
- die wissenschaftliche Ausbildung (eruditio),
- gute Sitten (mores) und
- Frömmigkeit/Religiosität (religio).

Gleichzeitig dient die Didactica Magna zur Unterweisung der Lehrer. Diese sollten den Schülern:
- die Dinge anhand der Natur der Sache zeigen,
- Vergleichsbeispiele zur Verifizierung ihrer Thesen heranziehen,
- einen (zeitlichen) Lehrplan entwickeln (vom Leichten zum Schweren, vom Allgemeinen zum Speziellen) und
- den Schülern einen Weg weisen „auf dem sich alles leicht und sicher erreichen lässt“.

## Kapitelübersicht
Die Didactica Magna ist in insgesamt 33 Kapitel untergliedert. Diese befassen sich mit folgenden Schwerpunkten: 
- 1–6: Lebensziel des Menschen
- 7–29: Schule/Unterricht (Mutterschule und Volksschule)
- 30–31: Lateinschule/Hochschule
- 32: Allgemeine Schulordnung
- 33: Praktische Einführung in die Universalmethode

Weiterhin wird die Didactica Magna in vier Schulen unterteilt:
1. Die Mutterschule (1. – 6. Lebensjahr), in der die äußeren Sinne des Kindes ausgebildet werden.
2. Die Grund- und Muttersprachschule (7. – 12. Lebensjahr), in welcher vor allem die äußeren Sinne, das Vorstellungsvermögen und das Gedächtnis ausgebildet werden.
3. Die Lateinschule (13. – 18. Lebensjahr) für das Erlernen von Verständnis und Urteil für alle mit den Sinnen aufgenommenen Dinge.
4. Die Universität (19. – 24. Lebensjahr) als Lehre der Willensbildung durch universale Studien und umfassende Darstellung der Wissenschaften und Weisheit.[4]

## Rezeptionsgeschichte
Seit der Veröffentlichung der Didactica Magna kann in der Pädagogik zwischen einer weiten und einer engen Definition des Begriffes „Didaktik“ unterschieden werden. Die weite Definition bezeichnet die Didaktik als Theorie des Lehrens und Lernens in allen möglichen Situationen und Zusammenhängen. Die enge Definition sieht sie als Theorie des Lehrens und Lernens in institutionalisierten Zusammenhängen (vor allem Schule). Diese grundlegende Unterscheidung wird bis heute als Anbeginn der Differenzierung zwischen Schulpädagogik und Allgemeiner Pädagogik betrachtet.
Des Weiteren gelten die Inhalte der Didactica Magna bis heute als wichtige Grundlage des Realienunterrichts, der muttersprachlichen Bildung, der allgemeinen Schulpflicht und der Unterrichtsmethodik. 
Zu den Pädagogen, die sich in ihren Werken auf die Didactica Magna beziehen, zählen unter anderem Johann Heinrich Pestalozzi, Hermann Lietz, Celestin Freinet, Paul Heimann, Hans Aebli und Wolfgang Klafki.

## Quelle
- Johann Amos Comenius: Große Didaktik: Die vollständige Kunst, alle Menschen alles zu lehren. Hrsg.: Andreas Flitner. 10. Auflage. Klett-Cotta, 2008 (Original 1657).
- Johann Amos Comenius: Große Unterrichtslehre. Hrsg.: Karl Richter. Julius Klönne, Berlin 1871 (eingeschränkte Vorschau in der Google-Buchsuche).